# Grandiphyllum edwallii
Grandiphyllum edwallii är en orkidéart som först beskrevs av Célestin Alfred Cogniaux, och fick sitt nu gällande namn av Docha Neto. Grandiphyllum edwallii ingår i släktet Grandiphyllum och familjen orkidéer. Inga underarter finns listade i Catalogue of Life.

## Bildgalleri

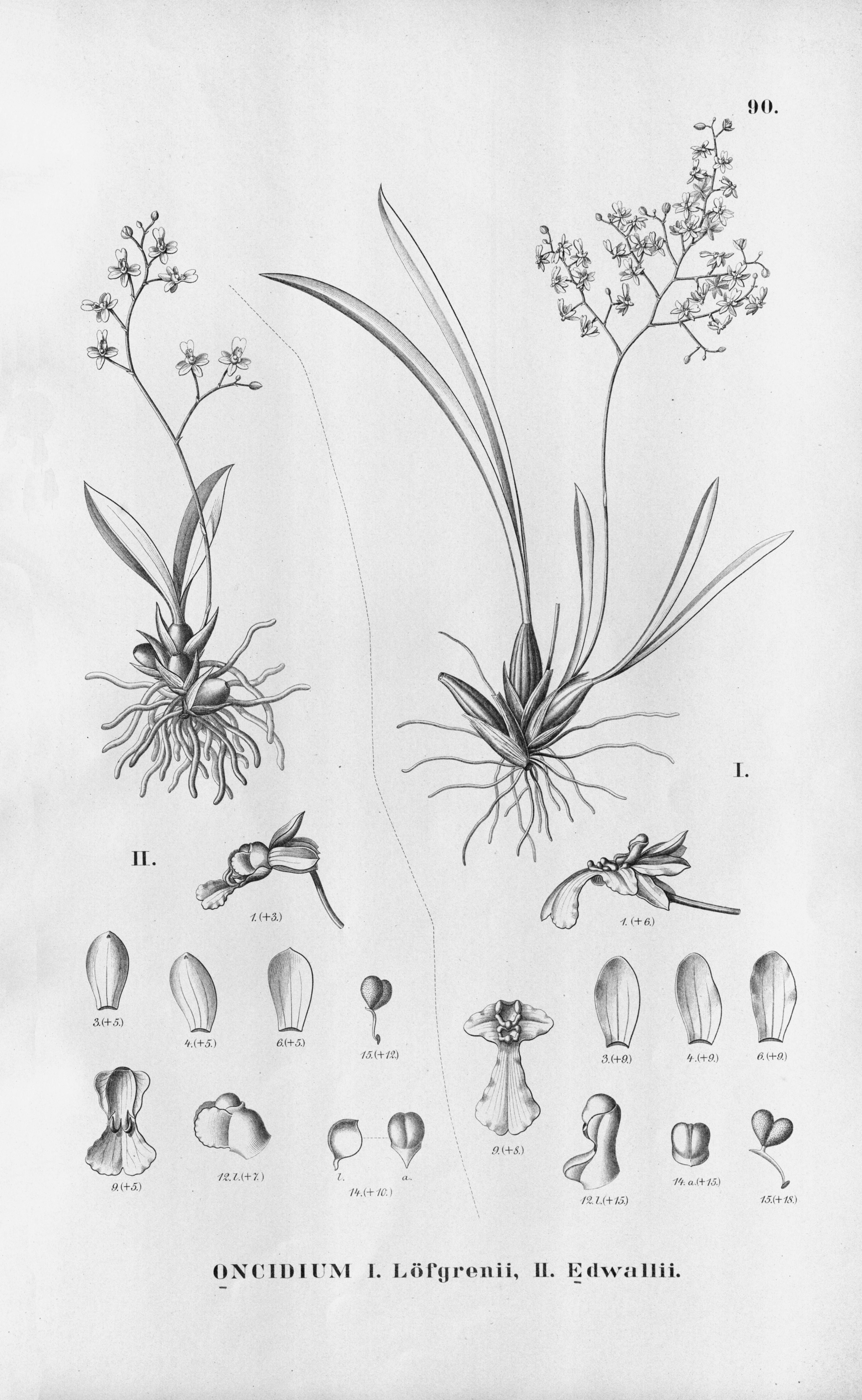